# Robert Raponja
Robert Raponja (Pula, 27. svibnja 1964.) hrvatski je redatelj, dramski pedagog i bivši nastavnik na  Akademiji za umjetnost i kulturu u Osijeku. 

## Životopis
Osnovno i srednjoškolsko obrazovanje stekao je u Puli, a fakultetsku izobrazbu u Zagrebu. Komparativnu književnost, talijanski jezik i književnost apsolvirao je 1990. na Filozofskom fakultetu, a Režiju (smjer kazalište i radiofonija) diplomirao je 1993. godine na Akademiji dramske umjetnosti. Usavršavao se u Moskvi (Moscow Art Theatre), Napulju (Mediteranski institut); na Corsici (Pigna), [[http://INK%5Bneaktivna+poveznica%5D:%20MKFM INK: MKFM]] u Puli (Patricia Clarkson: NLP).
Početak radnog djelovanja obilježilo mu je radno mjesto umjetničkog ravnatelja kazališta i ravnatelja Međunarodnog kazališnog festivala mladih Istarskog narodnog kazališta u Puli (1996. – 2002.). Nakon radnog mjesta ravnatelja Istarskog narodnog kazališta u Puli (2002. – 2006.) zapošljava se na  Umjetničkoj akademiji u Osijeku(2007.) te započinje intenzivno dramsko pedagoško djelovanje i umjetničko istraživanje. Doktorat umjetnosti stekao je na Poslijediplomskom interdisciplinarnom sveučilišnom studiju Kulturologija,smjer: Kultura, umjetnost i književnost u europskom kontekstu  Arhivirana inačica izvorne stranice od 20. veljače 2017. (Wayback Machine).
Akademska aktivnost rezultirala je vođenjem desetak nastavnih kolegija na preddiplomskom i diplomskom studiju glume i lutkarstva na Akademiji u Osijeku. Prinos sveučilišnom životu ostvario je u svojstvu voditelja Odsjeka za kazališnu umjetnost na Akademiji u Osijeku (2011. – 2013.), potom kao prodekan za međunarodnu i međuinstitucijsku suradnju Akademije u Osijeku(2014. – 2017.) te na Sveučilištu u Osijeku kao prorektor za umjetnost, kulturu i međuinstitucijsku suradnju  Arhivirana inačica izvorne stranice od 20. veljače 2017. (Wayback Machine) (2017. do danas).

## Festivali i kulturno umjetničke manifestacije
Uz redateljsku, pedagošku i sveučilišnu aktivnost, Robert je Raponja stekao i bogato iskustvo ravnanja festivalima i drugim kulturno-umjetničkim manifestacijama. Tu se izdvaja ravnanje Pulskim filmskim festivalom (2002. – 2004.), uloga umjetničkog voditelja i pokretača Međunarodnog festivala kazališnih akademija “Dioniz”  Arhivirana inačica izvorne stranice od 20. veljače 2017. (Wayback Machine) od 2007. godine, te uloga umjetničkog direktora Osječkog ljeta kulture (2007. – 2009.) i voditelja [neaktivna poveznica] od 2008. godine. 

## Kazališna djelatnost
Dužnost ravnatelja Drame  Hrvatskog narodnog kazališta u Osijeku obnašao je u četverogodišnjem mandatu (2008. – 2009.), a člana Kazališnog vijeća Hrvatskog narodnog kazališta u Splitu i Festivala Splitsko ljeto od 2013. godine.
Redateljem je brojnih predstava i scenskih događanja u Hrvatskoj i širem okruženju uključujući Sloveniju, Bosnu i Hercegovinu, Srbiju, Mađarsku, Francusku, Rumunjsku i Italiju. Osim postavljanja drame u svom je kazališnom radu postavljao raznovrsne scensko-glazbene spektakale istražujući žanrovske i scenske mogućnosti. Osnivačem je Dramskog studija INK-a (Pula, 1996.), Međunarodnog kazališnog festivala mladih (Pula, 1997.) i Kazališne edukativne udruge FERR (2005.), koja još uvijek uspješno djeluje.
Kazališne režije u Hrvatskoj
- HNK Zagreb - F. Miterrer: Vrijeme posjeta
- HNK Split -  C. Magris: Stadelman
- HNK Split -  C. Goldoni: Posljednja noć karnevala u Veneciji; J. Kesserling: Arsen i stare čipke; L. Martinac/ S. Sinovčić: Živim
- HNK Varaždin - A. Hing: Burleska o Grku; T. Šuput: Agamemnonov sin
- HNK Zadar -  S. Gallucio:  Mambo italiano
- HNK Osijek - P. Budak: Teštament; Camelotti: Piđama za šestoro; K. Paladin: Multricro; W-Shekaspeare: Mletački trgovac; I.Šojat: Lipa si, Teno
- ITD Zagreb -  M. Lukšić: Lov na medvjeda Tepišara; Aristofan: Lizistrata; M. Brumec: Francesca da Rimini; M. Gavran: Deložacija, B. Senker: Cabaret ITD; P. Pavličić: Olga i Lina; B. Senker: Tečaj odvikavanja od pušenja
- Kerempuh Zagreb -  Z. Zec: Pišem ti pismo da skupa više nismo; F. Hadžić: Domoljubi, kak ste kaj?, F. Hadžić: Afera; K. Paladin: Anketa o erotskom životu hrvatica; N. Stazić: Nebeski sud; Amuri: Dok nas smrt ne rastavi
- Kazalište Komedija -  M. Gavran: Vozači za sva vremena
- Teatar Žar ptica - T. Šuput: Tatica je uvijek u pravu; M.Kušec: Tonkica Palonkica frrr…
- Teatar Gavran - M. Gavran: [neaktivna poveznica]; M. Gavran: Parovi[neaktivna poveznica]
- Epilog teatar - M. Gavran: Teško je reći zbogom; M. Gavran: Traži se novi suprug; T. Šuput: Izložba; B. Senker: Kronovo plutajuće glumište; B. Senker: Fritspil; D. Lukić: Nada iz ormara;
- Istarsko narodno kazalište Pula - V. Lanux: Otvarač za konzerve, A. Nicolaj: Nije bila peta, bila je deveta; D. Načinović: Tanac od mrtvih, K. Paladin: Poruka s Asterona; M. Gavran: Kreontova Antigona; M. Brumec: Otmica; Nepoznati autor: Galeobatrahomiomahija; F. M. Dostojevski: Zločin i kazna; D. Lukić: Regnum novumu; C. Goldoni: Zaljubljenici; Lj. Razumovska: Sretan rođendan, draga profesorice Jelena; autorski projekt: Dok je mora bit će i broda; D. Načinović: Burrra; D. Načinović: Divojke za ženidbu; T. Milohanić: Valigaštar
- HKD Rijeka - D. Mamet: Seksualne pervezije u Chicagu; Kazalište Porat: T. Šuput: Strah, ah;  T. Šuput: Jastuk bajka
- Kazalište lutaka Zadar - M. Nola: Čupi i Mupi; R.Vitrac: Viktor ili djeca na vlasti
- Gradsko kazalište lutaka Split - V. Huljić: Čampro; A. Đokić: O zmaju koji je kokice jeo i princezu sreo
- Gradsko kazalište mladih Split - M. Nola / O. Waild: Važno je zvati se Ernešto; B. Brajčić: 10 razloga zašto čitati Shakespearea
- Gradsko kazalište Marina Držića, Dubrovnik - A. Šoljan: Romanca o tri ljubavi
- Šoljanovi dani, Rovinj - A. Šoljan: Starci
- Kazalište Virovitica - Kušan: Čaruga; J. B. Moliere. Škola za žene; P. Wais: Patnje gospodina Mochinpota; T. Šuput: Čarobna piplica; L. Hubner: Gretica, str 89;  D. Piquet: 2,14; D. Auburn: Dokaz
- Hrvatski dom Vukovar - H. Zalar: Fljuf i Žljuf; I. Knižek: Priča o dva brata
- Gradsko kazalište Požega - M. Nola: Razigrajmo Melitu; N. Stazić: Avegnonski senatori; M. Nola: Sara, babin vir; H. Sablić Tomić: Skriveno u oku
- OLJK - J. Horvat: Hepening Vilijun
- OLJK - J. Horvat: Ars Eugenium

Nezavisne produkcije i akademska scena
- M. Nola: Heroine; M. Nola: Zdenkin striptiz; I. Viripajev: Iluzije; Ž. Periš: Četiri priče: žene; I. Vrkljan: Haljina sjećanja; I. Viripajev: Kisik; N. Wood: Trg ratnika
- M. Bartlett: Kontrakcije

Režije u Bosni i Hercegovini
- Hrvatsko narodno kazalište u Mostaru - M. Gavran: Ljubavi Georga Washingtona; M. Krleža: U agoniji; T. Dorst: Fernando Krap mi je napisao ovo pismo; autorski projekt: S.O.S centrala, D.: Nema veze; M. Gavran: Sve o ženama; Bergman: Jesenja sonata
- SARTR Sarajevski ratni teatar, Sarajevo - J. J. Sinisterra: AY, Carmela; C. Jonnes: U plamenu; D. Abeaire: Zečja rupa; M. Žalica: Zagrljenici
- Kamerni teatar, Sarajevo -  N. Romčević: Carolina Noiber
- Narodno pozorište, Tuzla - Goethe: Ifigenija na Tauridi; Aristofan: Lizistrata

Režija u Crnoj Gori
- Gradsko kazalište Tivat - N. Vukelić: Jelena Savojska

Režije u Srbiji, Vojvodina
- Narodno pozorište, narodno kazalište Subotica - F. Šovagović: Ptičice; B. Senker: Fritspil; A. Nicolaj: Hamlet u pikantnom sosu
- Narodno pozorište Zrenjanin - B. Senker: Plutajuće glumište majstora Krona

Režije u Rumunjskoj
- Nacionani teatar Radu Stanca, Sibiu -  A. Nicolaj: Hamlet; A. P. Cehov: Prosidba; D. Lukić: Tvornica ljubavi
- Nacionalni madžarski teatar, Cluj Napoca - D. Kiš: Grobnica za Borisa Davidovića; M. Držić: Dundo Maroje; M. Krleža: Leda

Režije u Mađarskoj
- Hrvatsko narodno kazalište Pečuh - B. Senker: Gloriana; E. Kišon: Vjenčani list

Režije u Sloveniji
- Ljudsko gledališče Celje - Schiller: Razbojniki[neaktivna poveznica]; T. Patrljič: Čaj za dve
- Festival Exponto, Ljubljana - D. Lukić: Kraljice[neaktivna poveznica]
- Slovensko narodno gledališče, Maribor - T. Partljič: Čaj za dve

Režija opera
- S. Drakulić: Kraljevi i konjušari
- J. Cocteau / F. Poulenc: Ljudski glas
- G. Menotti: Telefon

## Nagrade
- Nagrada hrvatskog glumišta za režiju predstave "Paralelni svjetovi" Mire Gavrana u izvedbi HNK-a u Osijeku 2010. godine
- Pečat Grada Osijeka za promicanje kulture Grada Osijeka 2012. godine.
- FUL kulturno 2018. za [[Hepening Vilijun]]  - nagradu koju dodjeljuje Superbrands za najbolje brendirani niskobudžetni događaj u kulturi.

## Vanjske poveznice
- Mrežno mjesto Nagrade FUL kulturno  Arhivirana inačica izvorne stranice od 30. listopada 2019. (Wayback Machine)
- Obavijest o nagradi FUL kulturno dodijeljenoj Hepeningu Vilijun objavljenoj u Glasu Slavonije
- Ars Meandrum - notni zapisi Luke Gotovca i Jasne Horvat   Arhivirana inačica izvorne stranice od 20. veljače 2021. (Wayback Machine)
- Robert Raponja o "Jesenjoj sonati" prikazanoj u Mostaru